# Kryoplén
Kryoplén (nebo kryopediment) je typ krajiny, který je modelovaný mrazovým zvětráváním, mrazovým vzdouváním, kryoturbací, jehlovým ledem, sufozí a soliflukcí. Kryoplén je příkladem zarovnaného povrchu, který vznikl v kryosféře. Jde o závěrečné stádium vývoje kryoplanačních teras, kdy se k sobě přiblížily mrazové sruby a rázy protilehlých svahů natolik, že je původní topografický povrch rozrušen včetně skalních hradeb a torů a spojí se kryoplanační vrcholové plošiny kryoplanační zarovnaný povrch. V České republice se nachází ve vyšších částech Krkonoš a Hrubého Jeseníku.